# ویلیام ال. براندون
ویلیام لیندسی براندون (William Lindsay Brandon) (زادهٔ حدود ۱۸۰۱–۱۸۰۲ در شهرستان آدامز، میسیسیپی؛ درگذشتهٔ ۸ اکتبر۱۸۹۰، در شهرستان ویلکینسون، میسیسیپی)، پزشک، قانون‌گذار، مزرعه‌دار و افسر نظامی بوده که در جریان جنگ داخلی آمریکا به عنوان ژنرال درخدمت به ارتش ایالات مؤتلفه مشهور بود. براندون تقریباً در سال ۱۸۰۱–۱۸۰۲ زاده شده‌است، اگر چه تاریخ دقیق تولدش نامعلوم می‌باشد.
براندون از سال ۱۸۶۱ الی ۱۸۶۴ به ارتش ایالات مؤتلفه خدمت کرد. او در نبردهای بزرگی، مثل نبرد مالورن هیل جنگید، بعد از آنکه یک گلوله از مچ پا او عبور کرد به شدت زخم برداشت. او همچنین در محاصره یورک تاون در سال ۱۸۶۲، نبرد ویلیامزبورگ و کمپین‌های چاتانوگا و ناکسویل شرکت کرد. براندون در ژوئن ۱۸۶۴ به درجه سرتیپی ارتقا یافت. از ژوئیه ۱۸۶۴ تا پایان جنگ، او در سمت‌هایی به عنوان فرمانده سپاه ذخیره میسیسیپی و رئیس اداره کنفدراسیون خدمت اجباری، خدمت نمود.
او پس از جنگ، به مزرعه شهرستان ویلکینسون بازگشت، جاییکه با وجود آسیب جسمی و سن تا زمان مرگش در ۸ اکتبر۱۸۹۰ در آنجا کار کرد. پس از مرگ، او در مزرعه خود به خاک سپرده شد.

## اوایل زندگی و تحصیلات
ویلیام لیندسی از جرارد براندون ایرلندی، سرباز سابقه‌دار انقلاب آمریکا، در سال ۱۸۰۱ یا ۱۸۰۲ در شهرستان آدامز، میسیسیپی متولد شد. تاریخ تولد دقیق براندون را نمی‌توان تعیین کرد زیرا سوابق خانوادگی او در آتش‌سوزی سال ۱۸۳۱ از بین رفت. او در سال ۱۸۲۴ در شهرستان ویلکینسون، میسیسیپی در نزدیکی پینکنی ویل ساکن شد. سال بعد، براندون با هان دیویس ازدواج کرد. از این وصلت دو فرزند داشت، با این حال، دیویس و فرزندانش به زودی می‌میرند. براندون در کالج واشینگتن در ویرجینیا (اکنون بنام دانشگاه واشینگتن و لی) تحصیل کرد و در کالج نیوجرسی (اکنون بنام دانشگاه پرینستون) در رشته پزشکی تحصیل کرد. در دوران پیش از جنگ، او یک کشاورز بود، به اسب‌ها و شکار خیلی علاقه‌مند بود. در سال ۱۸۲۶، براندون در مجلس قانون‌گذاری ایالت میسیسیپی خدمت کرد و در همین زمان برادر وی جرالد براندون فرماندار میسیسیپی بود. در سال ۱۸۲۸، براندون کلتر کلوب را که یک باشگاه آقایان با افراد دارای مالکیت ناچز در میسیسیپی و وست فلیسیانا پریش در لوئیزیانا را داشت، تأسیس کرد. در سال ۱۸۳۳، براندون با آن الیزا رتلیف ازدواج کرد و صاحب سه پسر به نام‌های ویلیام، لین ویلیام و رابرت شد که همه آنها بعداً در ارتش ایالات کنفدراسیون خدمت کردند. پسر چهارم، یوجین، در سن دو سالگی فوت نمود. براندون برای خدمت در جنگ مکزیک و آمریکا نام‌نویسی کرد و به یک ژنرال در شبه‌نظامیان محلی تبدیل شد. براندون به دلیل تخصص پزشکی خود اغلب توسط متخصصان این حوزه مورد مشورت قرار می‌گرفت. هنگامی که همسر براندون در سال ۱۸۴۰ درگذشت، او به مراقبت از مزرعه خود و همچنین مزرعه آرکول ادامه داد. براندون تا سال ۱۸۶۰، دارای مقدار قابل توجهی دارایی، از جمله ۱۴۰۰۰ دلار املاک، ۶۴۰۰۰ دلار دارایی شخصی، ۶۳ برده و ۱۶ اقامتگاه برده بود.

## حرفه نظامی
براندون علی‌رغم سن ۵۹ یا ۶۰ ساله‌اش در آن زمان، در سال ۱۸۶۱ به عنوان سرهنگ دوم، هنگ بیست و یکم پیاده‌نظام میسیسیپی در ارتش ایالات مؤتلف خدمت کرد و به ویرجینیا رفت. در ژوئیه ۱۸۶۱، براندون دچار سرماخوردگی شد و او را وادار کرد تا از خدمت فعال تا پایان اوت مرخصی بگیرد. ولی وقت ملاقات با سرهنگ دریافت نکرد. براندون و هنگش در ارتش کنفدراسیون پوتوماک در ویرجینیا فرستاده شدند. در طول تابستان و پاییز ۱۸۶۱، واحد براندون در بخش شمال شرقی ایالت در حال انجام وظیفه بود. در طول محاصره یورک تاون، هنگ او به همراه سایر واحدهای ارتش کنفدراسیون در سراسر ویرجینیای شرقی بین کولپپر، فردریکزبورگ و نورفولک پخش شد و خط وارویک را تشکیل داد. یک روز پس از نبرد در یورک تاون، هنگ براندون دوباره شاهد نبرد ویلیامزبورگ بود.
در ۱ ژوئیه ۱۸۶۲، در طول نبرد مالورن هیل، مفصل مچ پا براندون توسط گلوله مورد اصابت قرار گرفت. هنگام افتادن، دستش به گلوله غلتان برخورد کرد که منفجر نشد. براندون غافل از زخم‌هایش، دوباره سعی کرد که بلند شود اما یک بار دیگر به زمین افتاد و در زمین ماند تا اینکه همسنگرانش توانستند او را بلند کنند و به عقب ببرند. از آنجاییکه هیچ خونریزی قابل مشاهدهٔ وجود نداشت، براندون فکر کرد که جراحاتش جدی نیست اما سوار بر اسب به بیمارستان منتقل شد. پای براندون پس از قراردادن یک شریان بند در محل، قطع شد. سپس شریان‌های براندون به روشی بسیار دردناک دوخته شدند، زیرا کلروفرم کافی برای تولید بیهوشی کامل وجود نداشت. پزشکان برای جایگزینی پای قطع شده او یک پای مصنوعی چوبی به او دادند. به دلیل سن براندون، پزشکان او فکر می‌کردند، شانس زنده ماندن او اندک است. پس از آمدن به ریچموند، توسط دوستان و خدمت کارش به او رسیدگی شد. جفرسون دیویس، رئیس‌جمهور کنفدراسیون، حتی به براندون پذیرایی در عمارت خود در شهر را پیشنهاد داد.
براندون دوباره به خدمت بازگشت و هنگ خود را در نبرد گتیسبورگ فرماندهی کرد. ژنرال ویلیام بارکسدیل در این نبرد کشته شد؛ سرهنگ هامفریس به جای او سرتیپ شد و براندون نیز به نوبه خود به سرهنگ ارتقا یافت. او به چیکاماوگا رفت تا از نبرد نظارت کند. در سپتامبر ۱۸۶۳، پس از نبرد چیکاماوگا، براندون از شغلش استعفا داد. از سال ۱۸۶۲، به دلیل پای مصنوعی، سن و عود بیماری، برای خدمت سربازی مناسب نبود.

## اواخر زندگی
در ژوئن ۱۸۶۴، براندون به درجه سرتیپی ارتقا یافت و به میسیسیپی فرستاده شد، جاییکه در ۲۳ ژوئیه، فرماندهی سپاه ذخیره میسیسیپی به او واگذار شد. او بعداً در ۸ اکتبر۱۸۶۴ به عنوان مسئول اداره خدمت اجباری کنفدراسیون منصوب شد و در آنجا برای استخدام مردان برای ارتش کنفدراسیون کار کرد. پس از جنگ، براندون به مزرعه خود در آرکول در شهرستان ویلکینسون بازگشت، جاییکه علی‌رغم سن و ناتوانی جسمی‌اش تا زمان مرگش در ۸ اکتبر ۱۸۹۰ کار کرد. براندون در مزرعه خود به خاک سپرده شد.
پسر براندون، لین ویلیام براندون سرانجام از دانشگاه هاروارد فارغ‌التحصیل شد. لین در خدمت به ارتش ایالات کنفدراسیون به درجه سروان رسید. او در چندین نبرد مهم از جمله چیکاماوگا و مالورن هیل شرکت کرد که در آن‌ها هم او و هم پدرش مجروح شدند. ویلیام آر. براندون که یک پزشک بود در نبرد گتیزبورگ مجروح شد. و رابرت ال براندون برای ادامه تحصیل به دانشگاه ییل رفت.

## ارجاعات
1. 1 2  (Louisiana State University 1993، ص. 82)
2. ↑  (Warner 2006، ص. 32); (Black 1998، ص. 69)
3. ↑  (Reprint Company 1978، ص. 421)
4. ↑  (Black 1998، ص. 69)
5. ↑  (Trimpi 2010، ص. 21)
6. 1 2  (Warner 2006، ص. 32); (Reprint Company 1978، صص. 419–421)
7. ↑  (Evans 1899، ص. 242); (Welsh 1999، ص. 24)
8. ↑  (Evans 1899، ص. 242)
9. ↑  (Evans 1899، ص. 242); (Sears 2001)
10. ↑  (Welsh 1999، ص. 25)
11. ↑  (Welsh 1999، ص. 25); (Hannings 2010، ص. 201)
12. ↑  (Evans 1899، صص. 242–243)
13. ↑  (Welsh 1999، ص. 25); (Warner 2006، ص. 32)
14. ↑  (Evans 1899، ص. 243)
15. ↑  (Louisiana State University 1993، ص. 82); (Trimpi 2010، ص. 21)